# صبغة واربورغ
صبغة واربورغ كانت دواءً صيدلانيًا، وقد بطل استخدامه في يومنا هذا. اكتشفها الطبيب كارل واربورغ في عام 1834.
كانت صبغة واربورغ معروفة جيدًا في العصر الفيكتوري كدواء للحمى، وخاصةً الحمى المدارية، بما في ذلك الملاريا. اعتبر البعض أنها أفضل من الكينين.
كانت صبغة واربورغ علاجًا سريًا ذا ملكية خاصة. لم تُنشر التركيبة حتى عام 1875. لاحقًا، شُملت في الطبعة الأولى من مارتنديل: دستور الأدوية الإضافي. شملت صبغة واربورغ مجموعة من المكونات، بما في ذلك الكينين.

## المظهر والشكل
كما يوحي اسمها، كانت صبغة واربورغ متوفرة في الأصل فقط بشكلها السائل. كانت سائلًا بنيًا داكنًا إلى أصفر ذهبي اللون؛ وكان طعمها مريرًا وغير مستساغ. كانت تُباع في زجاجات صغيرة ذات تصميم فريد، تحتوي على أونصة واحدة تقريبًا. كانت اللصيقة الملحقة بكل زجاجة تحمل العلامة التجارية المسجلة، والتي تظهر صورة الزجاجة مصحوبة بنسخة عن توقيع كارل واربورغ. بحلول عام 1888، كان الدواء متاحًا بشكل أقراص.

## التاريخ
اكتشف الطبيب كارل واربورغ صبغة واربورغ في عام 1834 في غيانا البريطانية (غيانا حاليًا). قدمها إلى أوروبا في عام 1839. تلقت صبغة واربورغ تجارب طبية في غيانا البريطانية في ثلاثينيات القرن التاسع عشر، ثم في أماكن أخرى حول العالم في أربعينيات وخمسينيات القرن التاسع عشر. في عام 1846، أجريت اختبارات على صبغة واربورغ على نطاق واسع في النمسا، وفي العام التالي، اعتُمدت دواءً رسميًا من قبل الإمبراطورية النمساوية، بأمر إمبراطوري.

## الاستخدامات الطبية

### الادعاءات الطبية
روج الطبيب كارل واربورغ لصبغة واربورغ، كدواء مناسب لعلاج جميع أنواع الحمى، وخاصةً الحمى المدارية، بما في ذلك الملاريا والحمى الصفراء. أمكن استخدامها أيضًا كمنشط في حالات الوهن وفترات النقاهة. ادعى أن صبغته التي تحمل اسمه كانت أفضل من أي مضاد حمى، بما في ذلك الكينين. «أؤكد أنه من حيث السلامة الكاملة والفعالية وسرعة التأثير والسعر، لا يوجد لصبغتي أي منافس أو مثيل». ذكر أيضًا أن الكينين «يخفف» فقط من حدة الأعراض، بينما صبغة واربورغ «تشفي» من الأعراض تمامًا. دعا إلى استخدام صبغة واربورغ في جميع مراحل الحمى، بالإضافة إلى الوقاية.

### القرن التاسع عشر
في العصر الفيكتوري، استُخدمت صبغة واربورغ بشكل أساسي في علاج الحمى الاستوائية، بما في ذلك الملاريا والحمى الصفراء والحمى النمشية. لذلك، اعتُبرت دواءً مضادًا للحمى ومضادًا للملاريا.

### القرن العشرين
تم التباهي بصبغة واربورغ باعتبارها أفضل على الكينين في علاج الملاريا من قبل الكثيرين في العصر الفيكتوري. بقي الكينين الخط الأول المختار المضاد للملاريا حتى الأربعينيات من القرن العشرين، عندما حلت محله أدوية أخرى. حتى وقت قريب، كان الكلوروكين أكثر الأدوية المضادة للملاريا استخدامًا.

## السمعة والفعالية
كانت «صبغة واربورغ» دواءً معروفًا في العصر الفيكتوري. اكتسبت سمعة دولية مرموقة في أوساط طبية معينة، إذ شهد الكثير على فعاليتها وقيمتها.
كان أحد أبرز وأقوى المؤيدين لصبغة واربورغ الجراح العام دبليو. سي. ماكلين (1811-1898)، أستاذ الطب العسكري في كلية الطب العسكرية في تشاتهام، ولاحقًا في مستشفى فيكتوريا العسكري في نيتلي من عام 1860 حتى عام 1885. ساهم ماكلين في الفصول المتعلقة بحمى الملاريا والزحار في كتب أ سيستم أوف ميديسن، الذي حرره السير جون راسل رينولدز (كان «طبيبًا بارزًا ومؤثرًا في العصر الفيكتوري، تولى رئاسة كلية الأطباء الملكية في لندن والرابطة الطبية البريطانية»). اعتبر ماكلين أن صبغة واربورغ هي أفضل دواء لعلاج الملاريا، وفي محاضراته وكتاباته حول أمراض المناطق المدارية، أوصى باستخدامها بإصرار.